# Tröst för stygga barn
Tröst för stygga barn är ett musikalbum av Irma Schultz, utgivet 1993.

## Låtförteckning
1. Kom ner (lämna vingarna kvar)
2. Min räddning
3. Från och med idag
4. Stanna här
5. Låt det komma
6. Stenar
7. Gudarna älskar oss
8. Sånt jag tog för givet
9. Himlen ovanför
10. Ta mig med
11. Tröst för stygga barn

## Listplaceringar
| Lista (1993) | Topplacering |
| ------------ | ------------ |
| Sverige      | 46           |

### Fotnoter
1. ↑  Listplacering, 14 januari 2014